# フジャイラ

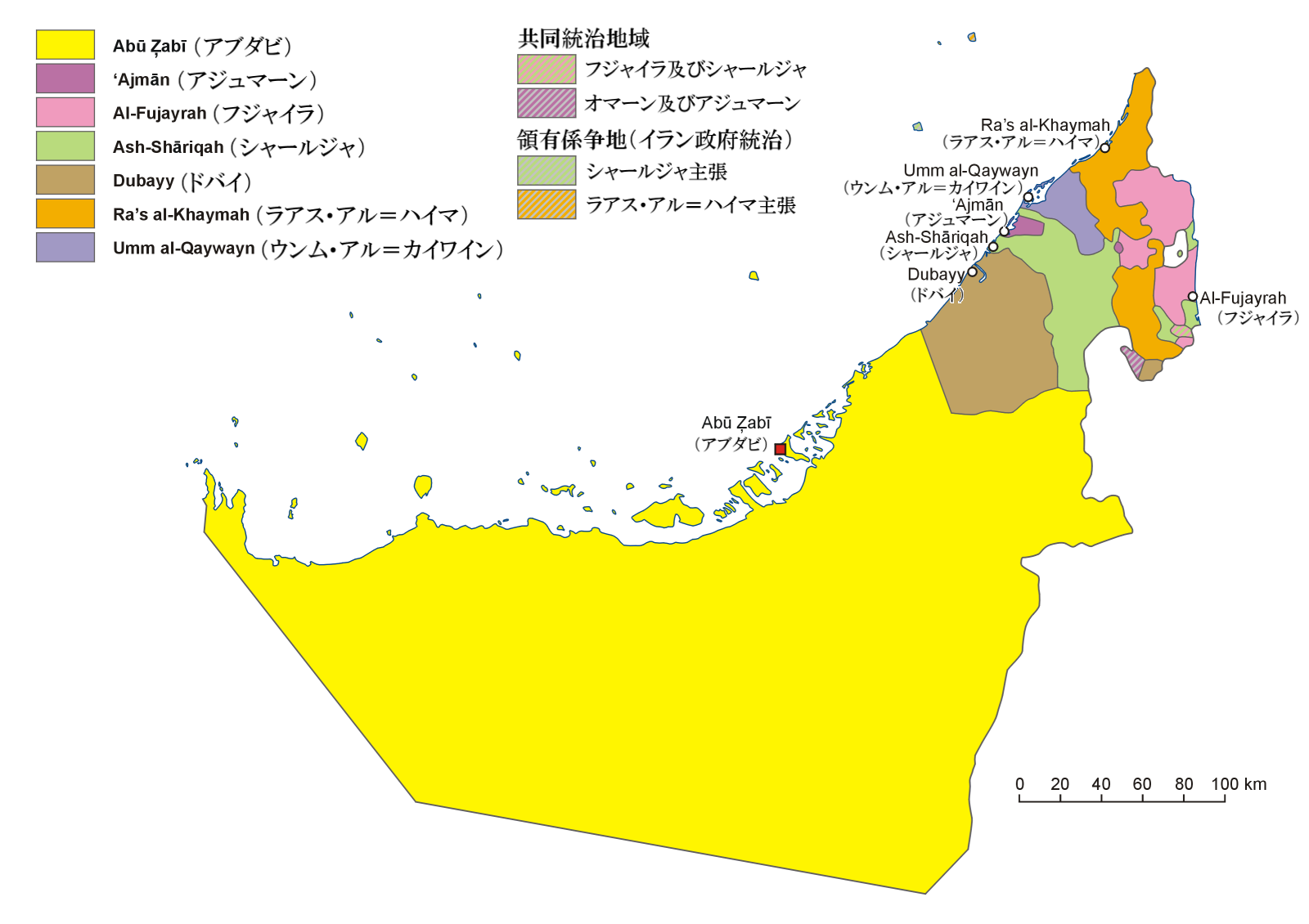
フジャイラとアラブ首長国連邦の地図 マゼンタ（ピンク）色の地域がフジャイラ。UAEの東端にありオマーン湾に面する

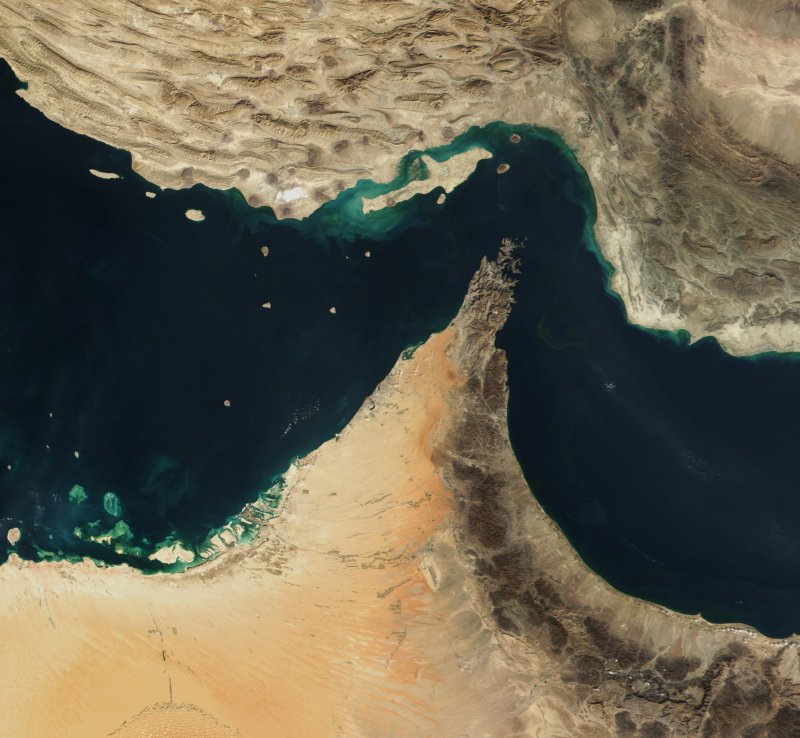
フジャイラとアラブ首長国連邦を含む衛星写真 左側の海洋がペルシャ湾、右側がオマーン湾、中央がホルムズ海峡であり、イランに対する。フジャイラを南北に走る山岳地帯も見分けられる。

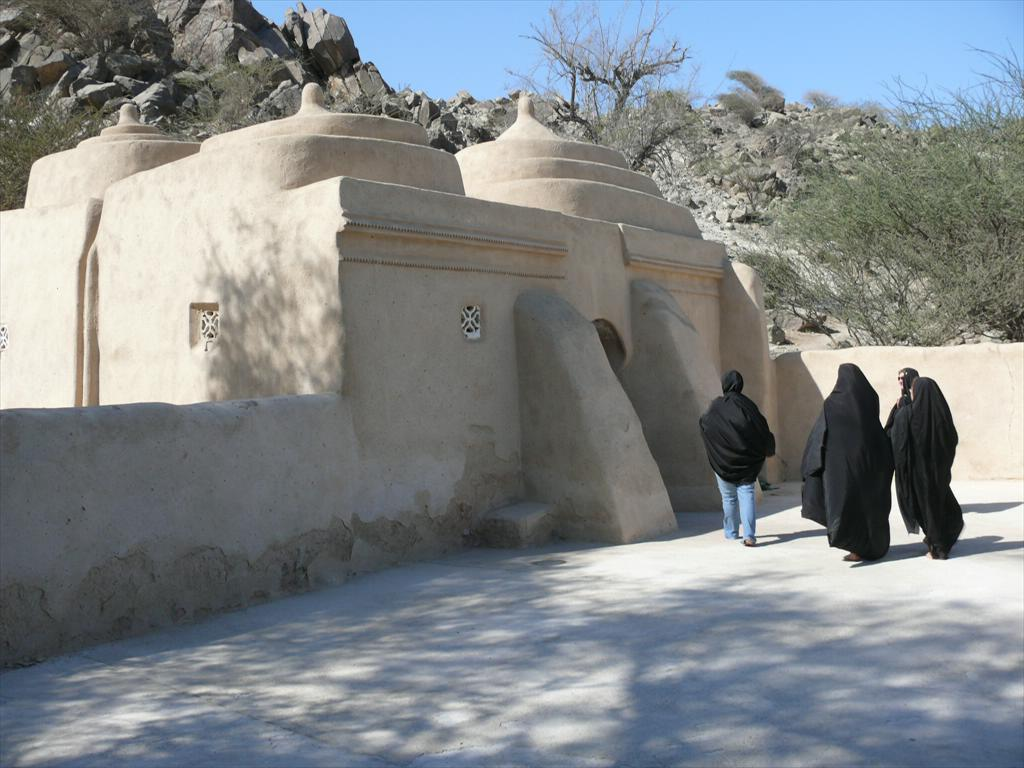
郊外のモスク

フジャイラ首長国（フジャイラしゅちょうこく、アラビア語: إمارة الفجيرة）は、アラブ首長国連邦に属する、オマーン湾に面した首長国。数カ所の飛び地を擁する。現首長はハマド・ビン・ムハンマド・アッ＝シャルキー。首都は同名のフジャイラ市。

## 概要
人口約21万人（2015年推計）、面積は1684 km2。
国土の西端は砂漠地帯で、大部分は高度300 m程度の山岳地帯からなる。ワジが海岸線の手前に形成した扇状地は幅数 kmの細長い平地を形成している。この地域に唯一の都市が置かれた。北部はムサンダム半島のオマーン領飛び地に接する。

?1952年から1972年まで使われた旗
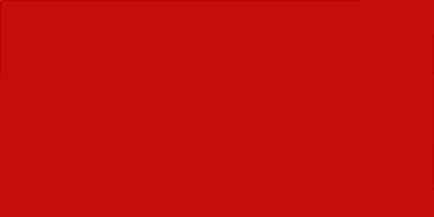
?1902年から1975年まで使われた旗
?1972年使われた旗
?1972年使われた旗

## 交通

### 航空
フジャイラ国際空港（FJR、OMFJ）があるが、貨物専用であり、旅客を扱っていない。

### 海運
市街の北部にはフジャイラ港があり、港外の船舶と港を結ぶ交通船と数基のガントリークレーンによるコンテナヤードを有する。アブダビで生産した原油をフジャイラまで運ぶパイプラインが建設され、製油所も計画され、ホルムズ海峡を迂回する原油の一大輸出基地へ変貌しつつある。
2001年に日本の自衛隊インド洋派遣部隊の補給基地として選ばれた。港外ではホルムズ海峡を通りペルシア湾に入るための多くの石油タンカーが錨泊し、補給を行っている。港への関係者以外の立ち入りは厳重に禁止されている。

### 鉄道
2020年代において、フジャイラからアブダビ西部のグワイファートを結ぶ、全長1200キロの鉄道の建設計画が存在する。

## 隣接行政区画
- 北バーティナ行政区
- ラアス・アル＝ハイマ
- シャールジャ

## 都市
首長国には首都フジャイラ市以外に、以下の都市がある。
- 'Abadilah
- Adgat
- Akamiya
- Al Badiyah
- Al Haybah
- Al Qurayyah
- Bidiyah
- Dadna
- Dahir
- Dibba Al-Fujairah
- Habhab
- Hafarah
- Haqil
- Harat Zutut
- Harf
- Hatiyah
- Lakayym
- Masafi
- Masah
- Maydaq
- Mu'taridah
- Mukhtaraqah
- Murbad
- Murbah
- Murrah
- Qidfa'
- Ramlah
- Riyamah
- Rughaylat
- Saqamqam
- Siqattah
- Zubarah